# Simon Dawson
Simon Dawson (* Southwold, Suffolk) je anglický rock-metalový bubeník, nejznámější pro své působení ve skupině The Outfield mezi lety 1989 až 2009. Od roku 2012 hraje v hardrockové kapele British Lion a od roku 2024 je hostující člen ve skupině Iron Maiden.

## Historie
Simon se narodil ve městě Southwold v Anglii. Svou kariéru profesionálního hudebníka započal v roce 1984 ve skupině Deep Switch z kapel NWOBHM. Kapela v roce 1986 vydala dvě dema a debutové album Nine Inches of God, i přes to nedostala uznání a úspěch jako jiné kapely.
V roce 1989 se Simon připojil k známé power-poprockové skupině The Outfield, kde nahradil původního bubeníka Alana Jackmana. V kapele působil do roku 2009 a hrál na 6 albech kapely. Mezitím v roce 1994 založil rockový vedlejší projekt s Tonym Newtonem (Voodoo Six, KK's Priest) nazvaný Dirty Deeds, kdy se skupinou stihl nahrát demo nahrávky, ale během roku 1995 byl propuštěn. Steve Harris z Iron Maiden si skupinu velice oblíbil a vzal je jako předkapelu na evropskou část turné The X Factour.
Během roku 1995 se stal členem groovemetalové skupiny Dearly Beheaded a vydal s nimi alba Tempation (1996) a Chamber of One (1997), která vyšla u velkého britského vydavatelství Music For Nations. Jejich komerční neúspěch vedl nakonec k rozpadu skupiny v roce 1997.
Během 90. let byl součástí mnoha projektů a kapel různých žánrů. Koncem 90. let byl členem progresivně-rockové skupiny Fifth Season.
Začátkem roku 2000 se připojil k alternativněmetalové kapele Dvoid, která v roce 2004 hrála na Download Festival.
Od roku 2010 působil převážně jako studiový bubeník pro skupiny Airrace, Devilment a The Dead Soul Comunnion.
V roce 2012 se stal členem skupiny British Lion, tedy vedlejšího projektu Stevea Harrise, a nakonec se koncem roku 2024 stal hostujícím členem skupiny Iron Maiden.

## Styl bubnování
Bruce Dickinson prozradil, že byl šokován na první zkoušce se Simonem Dawsonem. Dickinson uvedl: „Upřímně řečeno byl jsem příjemně šokován. Odehráli jsme celý set bez přestávky. Tenhle chlápek s námi nezkoušel... Prošli jsme si celý set The Future Past Tour na kterém jsme tehdy dělali. Všechno to tam bylo. Říkal jsem si: ‚Bože můj, mohli bychom dnes večer odehrát koncert, kdybychom museli. To je neskutečné.‘“
Bruce také prozradil, proč je Simon tím "pravým" bubeníkem pro zastoupení Nicka McBraina: "Nechcete Nickova klona. Chcete bubeníka, který hraje materiál, ale hraje tak trochu svým vlastním stylem. A upřímně, když jsem během té zkoušky zavřel oči, bylo to, jako by se do kapely vrátil Clive Burr, protože má ten cit. Má všechny stejné vlivy a všechno."

## Vybavení
Simon používá bicí značky Natal Drums a činely Paiste. Dříve používal bicí Tama Drums, Pearl, Yamaha Drums, Ddrum, Premier Percussion a British Drum Company. Používal také paličky Wincent a činely Zildjian.

### Bicí souprava na turné

#### Natal Cafe Racer Gloss White - Iron Maiden
- 10"x8" Tom
- 12"x9" Tom
- 14"x10" Tom
- 16"x14" Floor Tom
- 18"x16" Floor Tom
- 22"x18" Bass Drum
- 14"x6,5" Snare Drum

#### Činely Paiste
- 14" Signature Sound Edge Hi-Hat
- 17" Signature Full Crash
- 19" Signature Reflector Heavy Full Crash
- 22" Signature Reflector Bell Ride "Powerslave"
- 18" Signature Reflector Heavy Full Crash
- 22" Signature Reflector Heavy China
- 20" Signature Reflector Heavy Full Crash

### Domácí bicí souprava

#### Natal Maple Originals Silver
- 10"x8" Tom
- 12"x9" Tom
- 16"x16" Floor Tom
- 22"x18" Bass Drum
- 14"x6,5" Snare Drum

#### Činely Paiste
- 15" 2002 Sound Edge Hi-Hat
- 20" 2002 Medium Crash
- 22" 2002 Heavy Ride
- 19" 2002 Medium Crash
- 18" 2002 China